# Heinz Ockermüller
Heinz Ockermüller (né le 23 janvier 1921 à Wiener Neustadt, mort le 14 mai 1994 à Vienne) est un chef décorateur autrichien.

## Biographie
Ockermüller suit une formation professionnelle, une maîtrise, à l'académie des beaux-arts de Vienne. Au début des années 1950, il prend contact avec le théâtre et le cinéma. Ockermüller travaille comme scénographe dans des salles à Vienne (Neues Theater in der Scala) et en province (Burgenländische Landesbühne à Eisenstadt).
Il n'est actif dans le cinéma que pendant dix ans. D'abord aux côtés de son collègue Sepp Rothauer, Heinz Ockermüller met régulièrement en œuvre les conceptions de son collègue Fritz Mögle à partir de 1956.

## Filmographie
- 1953 : Une valse pour l'empereur
- 1955 : Son premier rendez-vous (de)
- 1955 : La Patronne de la Couronne d'or (de)
- 1956 : Husarenmanöver (de)
- 1956 : Wo die Lerche singt
- 1957 : Mit Rosen fängt die Liebe an (de)
- 1957 : Unter Achtzehn
- 1958 : Im Prater blüh'n wieder die Bäume
- 1958 : Le ciel n'est pas à vendre
- 1959 : Die unvollkommene Ehe
- 1959 : Brigitte et les hommes (de)
- 1960 : Mélodie de l'adieu
- 1961 : Un homme dans l'ombre
- 1962 : Kaiser Joseph und die Bahnwärterstochter (TV)
- 1962 : Les Liaisons douteuses